# Liste des sites du patrimoine culturel du territoire fédéral d'Islamabad
Le territoire fédéral d'Islamabad est situé sur le plateau Pothohar, où des fouilles ont mis au jour des preuves d'une culture préhistorique,. Des reliques et des crânes humains remontant à 5000 ans avant J.C. montrent que cette région était habitée par des peuplades néolithiques qui se sont installés sur les rives de la rivière Soan et ont développé de petites communautés dans la région vers 3000 ans avant notre ère. Le patrimoine culturel d'Islamabad comprend divers sites archéologiques, édifices gouvernementaux, sanctuaires, stupas, monuments et monuments nationaux. Selon une enquête réalisée par l'Université Quaid-e-Azam en 2010, le territoire de la capitale et le district voisin de Rawalpindi comptent environ 450 sites patrimoniaux. La Capital Development Authority a formé un comité en 2011 pour localiser et préserver 150 de ces sites historiques et archéologiques.

## Liste
Vous trouverez ci-dessous une liste incomplète des sites du patrimoine culturel du territoire de la capitale Islamabad. 
| Identifiant | Monument                                                         | Type                     | District                       | Adresse                                                                     | Description | Coordonnées                       | Illustration                                                     |
| ----------- | ---------------------------------------------------------------- | ------------------------ | ------------------------------ | --------------------------------------------------------------------------- | ----------- | --------------------------------- | ---------------------------------------------------------------- |
| ICT-1       | Mausolée de Meher Ali Shah                                       | Sanctuaire               | Islamabad                      | À Golra Sharif, Secteur E-11                                                |             | 33° 41′ 29″ nord, 72° 58′ 27″ est | Mausolée de Meher Ali Shah                                       |
| ICT-2       | Musée du rail de Golra Sharif et sa gare                         | Musée et site historique | Territoire fédéral d'Islamabad | Situé à Golra Road                                                          |             | 33° 40′ 15″ nord, 72° 56′ 51″ est | Musée du rail de Golra Sharif et sa gare                         |
| ICT-3       | Village de Saidpur                                               | Site historique          | Territoire fédéral d'Islamabad | À Khayaban-e-Iqbal, à l'opposé du Secteur F-6, parallèle au Zoo d'Islamabad |             | 33° 44′ 34″ nord, 73° 04′ 04″ est | Village de Saidpur                                               |
| ICT-4       | Pakistan Monument                                                | Monument commémoratif    | Islamabad                      | Situé à Shakarparian près de l'échangeur de Zero Point                      |             | 33° 41′ 36″ nord, 73° 04′ 06″ est | Pakistan Monument                                                |
| ICT-5       | Mosquée Faisal                                                   | Mosquée                  | Territoire fédéral d'Islamabad | Située au bout de Shahrah-e-Faisal au pied de Margalla Hills                |             | 33° 43′ 47″ nord, 73° 02′ 15″ est | Mosquée Faisal                                                   |
| ICT-6       | Bari Imam                                                        | Sanctuaire               | Territoire fédéral d'Islamabad | Nurpur Shahan - 4 km au nord-est de Diplomatic Enclave                      |             | 33° 44′ 43″ nord, 73° 06′ 40″ est | Bari Imam                                                        |
| ICT-7       | Musée d'histoire naturelle du Pakistan                           | Musée                    | Islamabad                      | Garden Avenue, Shakarparian                                                 |             | 33° 41′ 10″ nord, 73° 04′ 35″ est | Musée d'histoire naturelle du Pakistan                           |
| ICT-8       | Parliament House                                                 | Bâtiment gouvernemental  | Islamabad city                 | À Constitution Avenue                                                       |             | 33° 43′ 55″ nord, 73° 05′ 45″ est | Parliament House                                                 |
| ICT-9       | Cour suprême du Pakistan                                         | Bâtiment gouvernemental  | Islamabad                      | À Constitution Avenue                                                       |             | 33° 43′ 39″ nord, 73° 05′ 54″ est | Cour suprême du Pakistan                                         |
| ICT-10      | Aiwan-e-Sadr (palais présidentiel)                               | Bâtiment gouvernemental  | Islamabad                      | À Constitution Avenue                                                       |             | 33° 43′ 53″ nord, 73° 05′ 51″ est | Aiwan-e-Sadr (palais présidentiel)                               |
| ICT-11      | Prime Minister's Secretariat                                     | Bâtiment gouvernemental  | Islamabad                      | À Constitution Avenue                                                       |             | 33° 43′ 33″ nord, 73° 06′ 00″ est | Prime Minister's Secretariat                                     |
| ICT-12      | Pak Secretariat buildings                                        | Bâtiment gouvernemental  | Islamabad                      | À Constitution Avenue                                                       |             | 33° 44′ 07″ nord, 73° 05′ 34″ est | Pak Secretariat buildings                                        |
| ICT-13      | Archives nationales du Pakistan                                  | Bâtiment gouvernemental  | Islamabad                      | À Constitution Avenue                                                       |             | 33° 44′ 24″ nord, 73° 05′ 41″ est | Image manquante Téléverser                                       |
| ICT-14      | Bibliothèque nationale du Pakistan                               | Bâtiment gouvernemental  | Islamabad                      | Behind Prime Minister's Secretariat                                         |             | 33° 43′ 34″ nord, 73° 06′ 07″ est | Bibliothèque nationale du Pakistan                               |
| ICT-15      | Jinnah Convention Centre                                         | Bâtiment                 | Islamabad                      | À Murree Road près de Kashmir Chowk                                         |             | 33° 42′ 45″ nord, 73° 06′ 17″ est | Jinnah Convention Centre                                         |
| ICT-16      | Punjab House                                                     | Bâtiment gouvernemental  | Islamabad                      | Secteur F-5                                                                 |             | 33° 44′ 34″ nord, 73° 05′ 25″ est | Image manquante Téléverser                                       |
| ICT-17      | Sindh House                                                      | Bâtiment gouvernemental  | Islamabad                      | Secteur F-5                                                                 |             | 33° 44′ 20″ nord, 73° 05′ 16″ est | Sindh House                                                      |
| ICT-18      | Kashmir House                                                    | Bâtiment gouvernemental  | Islamabad                      | Secteur F-5                                                                 |             | 33° 44′ 13″ nord, 73° 05′ 01″ est | Image manquante Téléverser                                       |
| ICT-19      | Balochistan House                                                | Bâtiment gouvernemental  | Islamabad                      | Secteur F-5                                                                 |             | 33° 44′ 06″ nord, 73° 05′ 23″ est | Balochistan House                                                |
| ICT-20      | Khyber Pakhtunkhwa House                                         | Bâtiment gouvernemental  | Islamabad                      | Secteur F-5                                                                 |             | 33° 44′ 05″ nord, 73° 05′ 13″ est | Image manquante Téléverser                                       |
| ICT-21      | Sites hindous et bouddhistes dans le village de Shah Allah Ditta | Site archéologique       | Territoire fédéral d'Islamabad | Shah Allah Ditta                                                            |             | à géolocaliser                    | Sites hindous et bouddhistes dans le village de Shah Allah Ditta |
| ICT-22      | Grottes de Shah Allah Ditta                                      | Site archéologique       | Territoire fédéral d'Islamabad | près du Sanctuaire de Shah Allah Ditta                                      |             | à géolocaliser                    | Grottes de Shah Allah Ditta                                      |
| ICT-23      | Sadhu ka Bagh                                                    | Site archéologique       | Territoire fédéral d'Islamabad | À Shah Allah Ditta près des grottes                                         |             | à géolocaliser                    | Sadhu ka Bagh                                                    |
| ICT-24      | Abris sous roche de Jira                                         | Site archéologique       | Territoire fédéral d'Islamabad | près du village de Bobri                                                    |             | à géolocaliser                    | Image manquante Téléverser                                       |
| ICT-25      | Abris sous roche de Bobri                                        | Site archéologique       | Territoire fédéral d'Islamabad | Au sud du village de Bobri                                                  |             | à géolocaliser                    | Image manquante Téléverser                                       |
| ICT-26      | Abris sous roche de Phulgran et menhirs naturels                 | Site archéologique       | Territoire fédéral d'Islamabad | À Phulgran                                                                  |             | à géolocaliser                    | Image manquante Téléverser                                       |
| ICT-27      | Abris sous roche de Darwala et menhirs naturels                  | Site archéologique       | Territoire fédéral d'Islamabad | Au village de Darwala                                                       |             | à géolocaliser                    | Image manquante Téléverser                                       |
| ICT-28      | Abris sous roche de Bora Bangial et menhirs naturels             | Site archéologique       | Territoire fédéral d'Islamabad | Au village de Bora Bangial                                                  |             | à géolocaliser                    | Image manquante Téléverser                                       |
| ICT-29      | Abris sous roche de Peja et menhirs naturels                     | Site archéologique       | Territoire fédéral d'Islamabad | À Peja                                                                      |             | à géolocaliser                    | Image manquante Téléverser                                       |
| ICT-30      | Abris sous roche de Gora Mast et menhirs naturels                | Site archéologique       | Territoire fédéral d'Islamabad | À Gora Mast                                                                 |             | à géolocaliser                    | Image manquante Téléverser                                       |
| ICT-31      | Abris sous roche de Bhimbar Tarar et menhirs naturels            | Site archéologique       | Territoire fédéral d'Islamabad | À Bhimbar Tarar                                                             |             | à géolocaliser                    | Image manquante Téléverser                                       |
| ICT-32      | Grottes de Bagh Jogian                                           | Site archéologique       | Territoire fédéral d'Islamabad | À Bagh Jogian                                                               |             | à géolocaliser                    | Image manquante Téléverser                                       |
| ICT-33      | Tertre et stupas bouddhistes de Meharabad                        | Site archéologique       | Territoire fédéral d'Islamabad | Meharabad, Secteur G-12                                                     |             | à géolocaliser                    | Image manquante Téléverser                                       |
| ICT-34      | Grottes de Chauntra                                              | Site archéologique       | Territoire fédéral d'Islamabad | Nord du Secteur E-11                                                        |             | à géolocaliser                    | Grottes de Chauntra                                              |
| ICT-35      | Stupas de Ban Faqiraan                                           | Site archéologique       | Territoire fédéral d'Islamabad | Ban Faqiraan                                                                |             | à géolocaliser                    | Image manquante Téléverser                                       |
| ICT-36      | Mosquée de Ban Faqiraan                                          | Mosquée                  | Territoire fédéral d'Islamabad | Ban Faqiraan                                                                |             | à géolocaliser                    | Image manquante Téléverser                                       |
| ICT-37      | Lizard Rock (abri sous roche)                                    | Site archéologique       | Territoire fédéral d'Islamabad | Lizard Rock Park, Secteur G-13                                              |             | à géolocaliser                    | Lizard Rock (abri sous roche)                                    |
| ICT-38      | Islamabad di daat                                                | Monument                 | Islamabad                      | Fatima Jinnah Park, Secteur F-9                                             |             | à géolocaliser                    | Islamabad di daat                                                |
| ICT-39      | Fatima Jinnah Park baradri                                       | Monument                 | Islamabad                      | Près de Bolan Gate dans le Fatima Jinnah Park, Secteur F-9                  |             | 33° 41′ 49″ nord, 73° 01′ 03″ est | Fatima Jinnah Park baradri                                       |
| ICT-40      | Trois dômes                                                      | Monument                 | Islamabad                      | Fatima Jinnah Park, Secteur F-9                                             |             | 33° 42′ 16″ nord, 73° 01′ 04″ est | Trois dômes                                                      |
| ICT-41      | Bassins réfléchissants (murs de poésie)                          | Monument                 | Islamabad                      | Fatima Jinnah Park, Secteur F-9                                             |             | 33° 42′ 21″ nord, 73° 01′ 02″ est | Bassins réfléchissants (murs de poésie)                          |
| ICT-42      | Monument Chaghi                                                  | Monument                 | Islamabad                      | Échangeur de Faizabad                                                       |             | 33° 40′ 00″ nord, 73° 05′ 10″ est | Monument Chaghi                                                  |
| ICT-43      | Chan Pir Badsah Darbar                                           | Sanctuaire               | Territoire fédéral d'Islamabad | À Pandorian, Shehzad Town                                                   |             | à géolocaliser                    | Image manquante Téléverser                                       |
| ICT-44      | Musée de Lok Virsa                                               | Musée                    | Islamabad                      | Garden Avenue, Shakarparian                                                 |             | 33° 41′ 20″ nord, 73° 04′ 21″ est | Musée de Lok Virsa                                               |
| ICT-45      | Saudi-Pak Tower                                                  | Bâtiment                 | Islamabad                      | Blue Area                                                                   |             | 33° 42′ 51″ nord, 73° 03′ 47″ est | Saudi-Pak Tower                                                  |
| ICT-46      | Monument Crescent and Star                                       | Landmark                 | Islamabad                      | sur la Garden Avenue près de Rose and Jasmine Garden                        |             | 33° 41′ 53″ nord, 73° 05′ 10″ est | Monument Crescent and Star                                       |
| ICT-47      | Cupules de Sain                                                  | Site archéologique       | Territoire fédéral d'Islamabad | Sain                                                                        |             | à géolocaliser                    | Image manquante Téléverser                                       |
| ICT-48      | Cupules Gumbat                                                   | Site archéologique       | Territoire fédéral d'Islamabad | Gumbat                                                                      |             | à géolocaliser                    | Image manquante Téléverser                                       |
| ICT-49      | Abri sous roche, pétroglyphes et cupules de G-10                 | Site archéologique       | Islamabad                      | Près de Usman Mosque près de Buland Market, G-10/1                          |             | 33° 40′ 24″ nord, 73° 00′ 47″ est | Image manquante Téléverser                                       |
| ICT-50      | Cupules d'Arazi Sahal                                            | Site archéologique       | Territoire fédéral d'Islamabad | Arazi Sahal                                                                 |             | à géolocaliser                    | Image manquante Téléverser                                       |
| ICT-51      | Pétroglyphes de G-13                                             | Site archéologique       | Territoire fédéral d'Islamabad | Secteur G-13/4                                                              |             | à géolocaliser                    | Image manquante Téléverser                                       |